# Saint-Lary-Boujean
Saint-Lary-Boujean é uma comuna francesa na região administrativa de Occitânia, no departamento de Alta Garona. Estende-se por uma área de 8,39 km². Em 2010 a comuna tinha 142 habitantes (densidade: 16,9 hab./km²).